# Бизерта
Бизе́рта (фр. Bizerte, араб. بنزرت‎, Би́нзирт) — город в Тунисе. Население 114 тысяч жителей (2004). Морской порт на Средиземном море. Расположен вблизи мыса Бланко. Самый северный город Туниса и всей Африки. Является пляжным курортом с расположенными вдоль побережья отелями европейского класса. Основными достопримечательностями являются старый порт, арабский городок, набережная с сохранившимися французскими строениями конца XIX — начала XX века, а также два старых форта, открытых для посещения туристами. Другие французские фортификационные сооружения, расположенные в окрестностях города, являются режимными объектами Армии Туниса и в данный момент закрыты для туристов. Возможно, в перспективе комитет по туризму Туниса сможет договориться с военными и превратить некоторые форты в туристические объекты.

## История

### Финикийцы
Бизерта была основана финикийцами в конце II тысячелетия до н. э. (предположительно около 1100 г. до н. э.) выходцами из Сидона. Порт Бизерта сыграл важную роль в истории, благодаря своему уникальному географическому положению.

### Римляне
В составе Римской империи город носил название Гиппона Диаррита (лат. Hippo Diarrhytus) или Гиппона Зарита (лат. Hippo Zarytus) и являлся важным торговым портом.

### Пираты
В XVI в. Бизерта стала базой пиратов Средиземноморья.

### Французская колония
К концу XIX века город был запущен, шоссе и железная дорога отсутствовали, морской порт — засыпан.
С 1891 по 1895 годы через песчаный перешеек был прорыт канал, непосредственно соединивший Средиземное море с озером Бизерты. На образовавшейся насыпи был возведён современный город. В 1895 году порт был открыт для международной торговли. Тогда же он перешёл в ведение Военно-морского флота Франции.

### Бизертинский кризис
В 1961 году между Францией и Тунисом произошёл вооружённый конфликт из-за военно-морской базы в Бизерте, известный как Бизертинский кризис.

## Русские в Бизерте

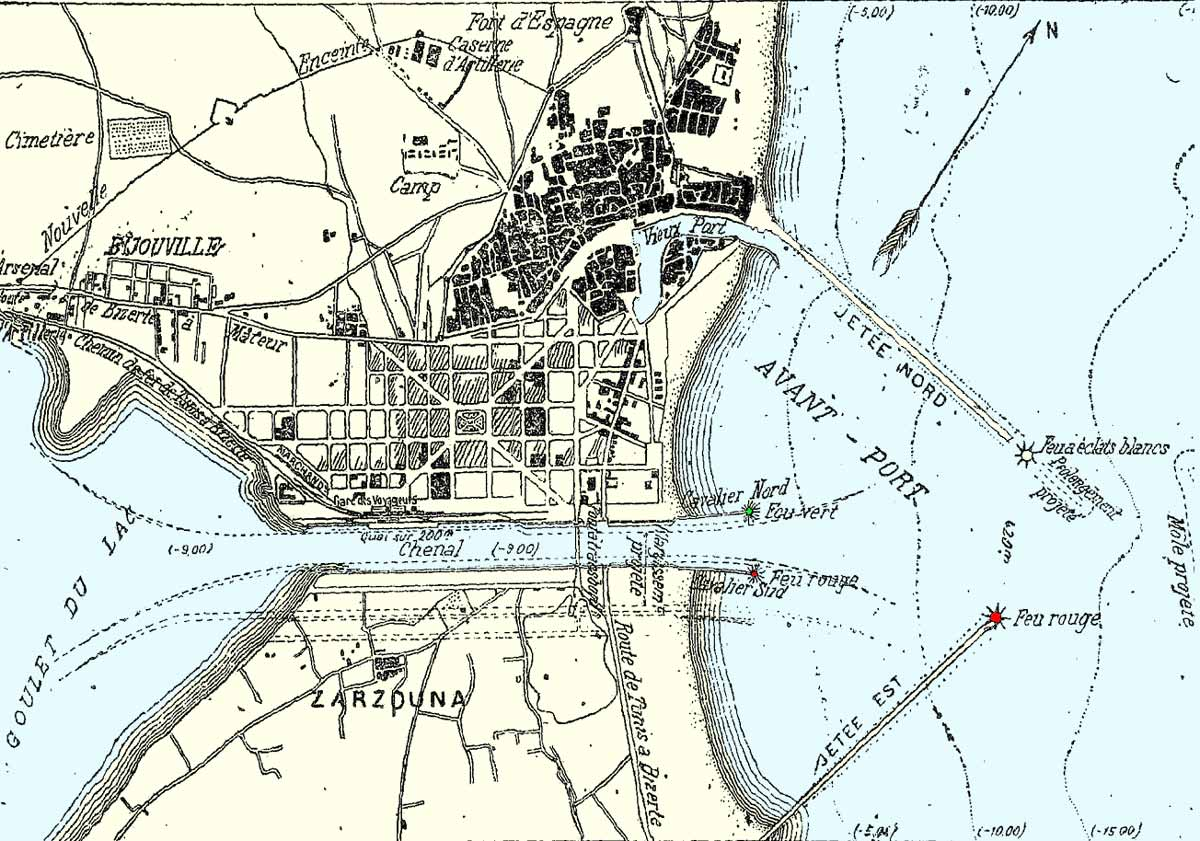
План порта Бизерта (1906)

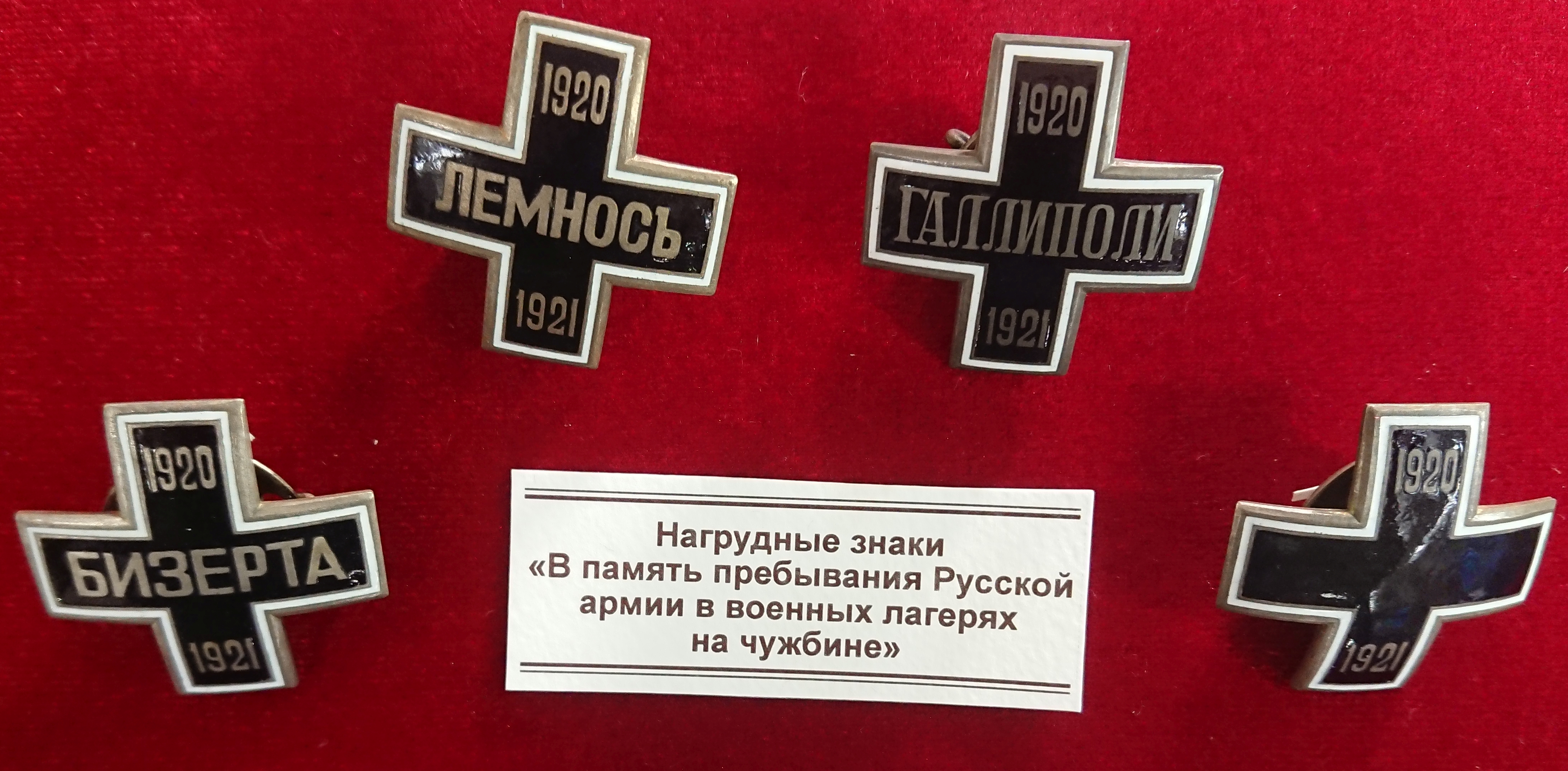
Нагрудные знаки «В память пребывания Русской армии в военных лагерях на чужбине». Слева направо: «Бизерта. 1920—1921», «Лемнос. 1920—1921», «Галлиполи. 1920—1921», «1920-1921 [без названия]»

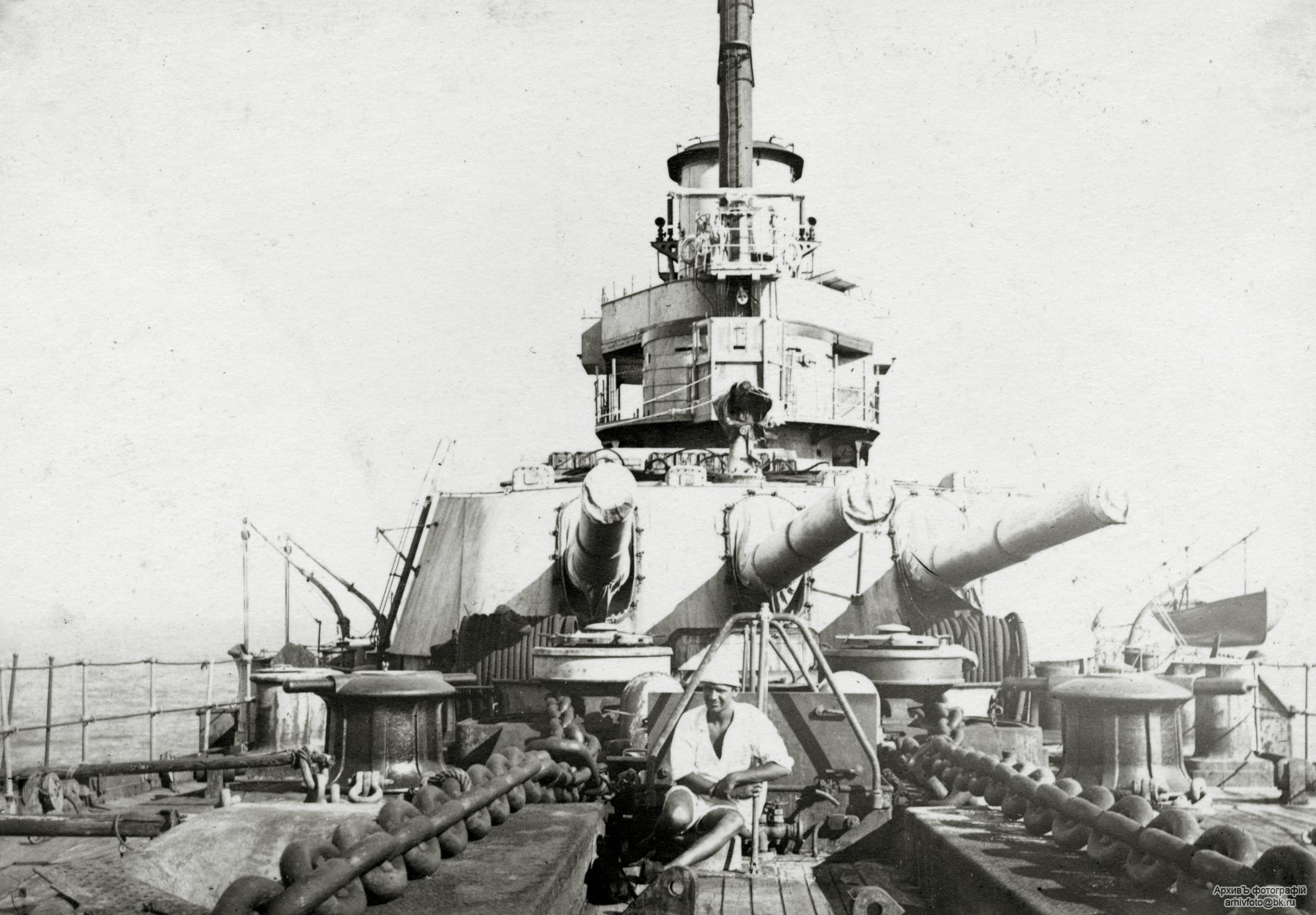
Бизерта. Русский линкор «Генерал Алексеев». 1920—1924 гг.

В 1776 году первым русским, посетившим Тунис, стал морской офицер Матвей Коковцов.
В октябре 1897 года первый иностранный визит в новый порт Бизерты нанесли русские моряки на Императорском крейсере России «Вестник».
В июне 1900 года на рейде Бизерты встал на якорь российский броненосец «Александр II» под флагом контр-адмирала Алексея Бирилёва.
В 1920—1924 годах Бизерта стала местом последней стоянки Русской Эскадры. Русские военные жили в лагерях, расположенных во французских военных объектах, таких, как Надор, Джебель Кебир, Руми, Сен-Жан и Шрек-бен-Шабан. Последний корабль эскадры «Генерал Алексеев» был продан на металлолом в 1935 году.
В 1970-е годы в Бизерту заходили корабли ВМФ СССР. Советские офицеры спускались на берег и делали фото на память об этом городе. После 1991 года и распада СССР в Бизерту заходили суда ВМФ России с памятными мемориальными визитами для посещения русского кладбища с морским участком.
В 2006 году муниципалитет города Бизерты переименовал площадь, на которой находится православный храм Александра Невского, и назвал её именем Анастасии Ширинской.

## Галерея

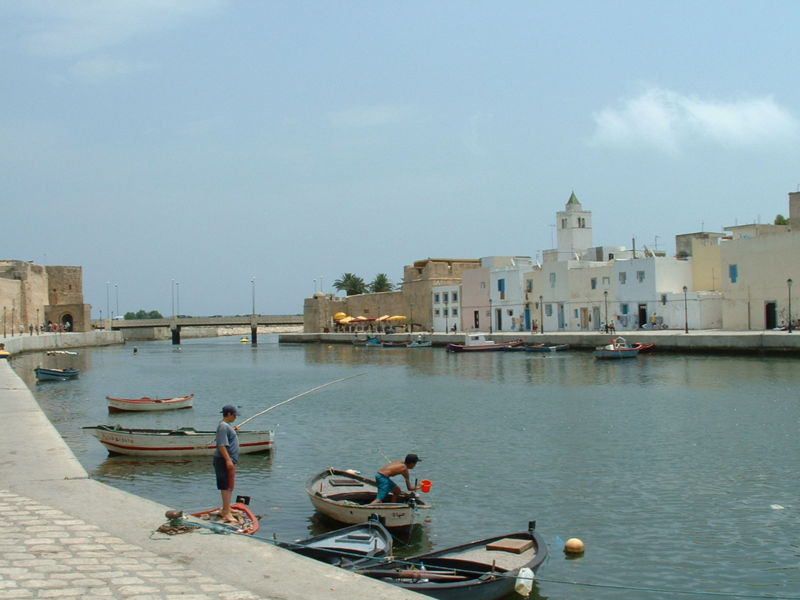
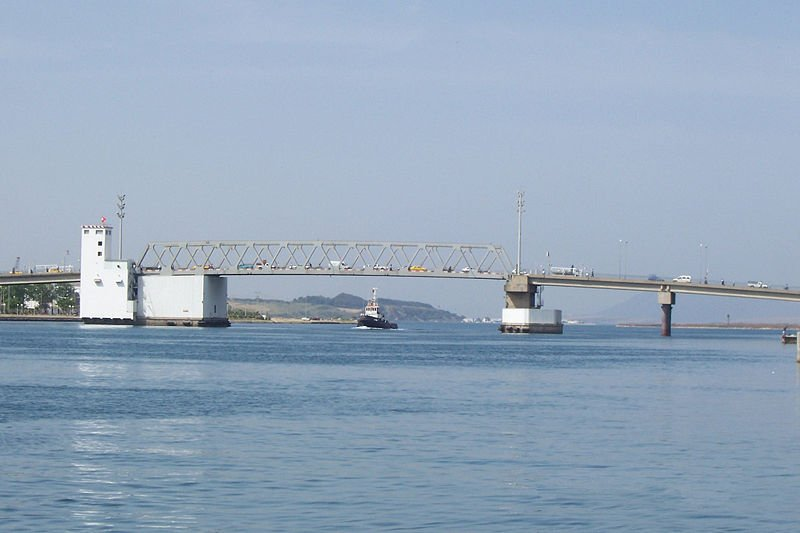
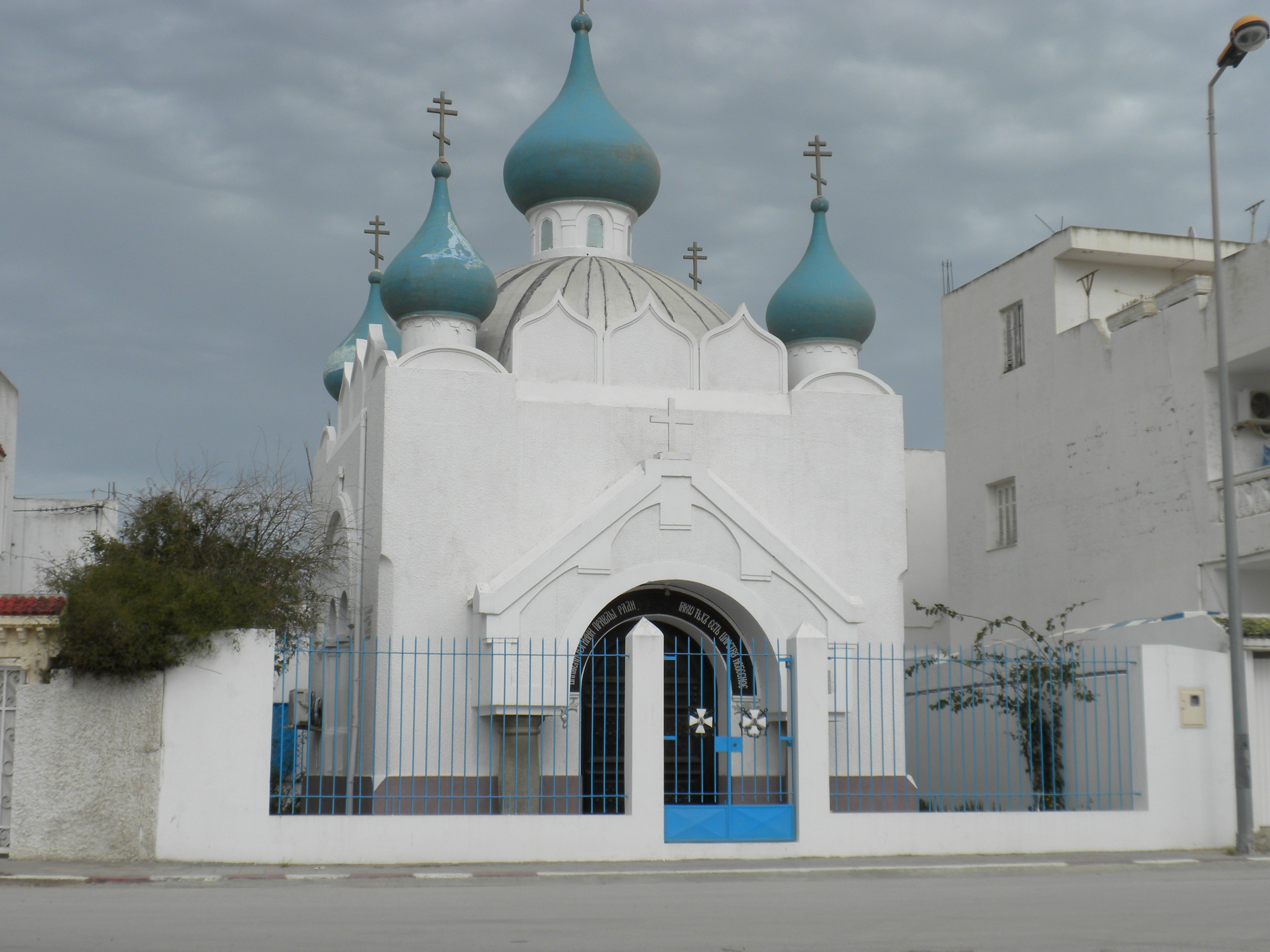